# Нісей (Цілком таємно)

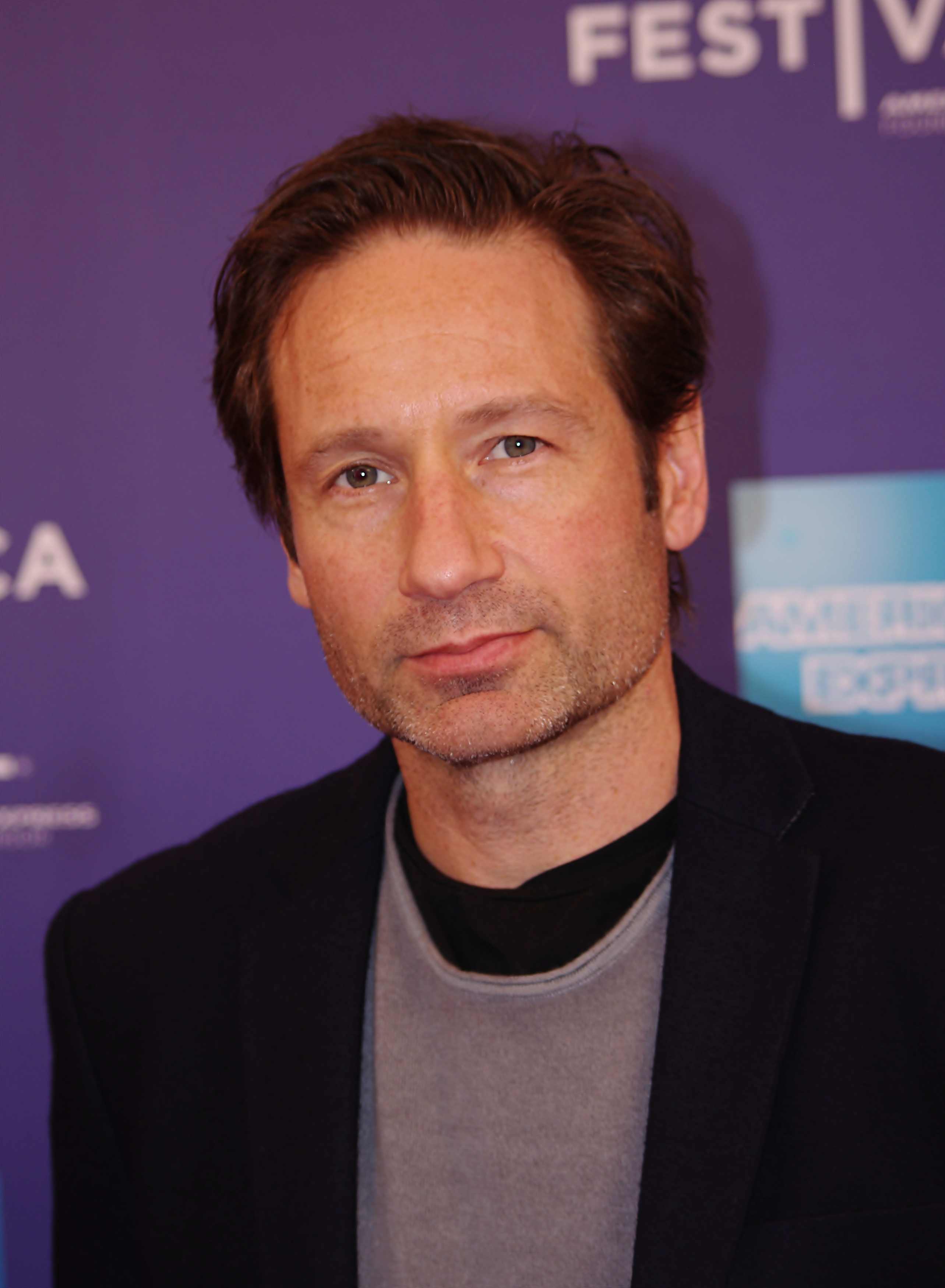

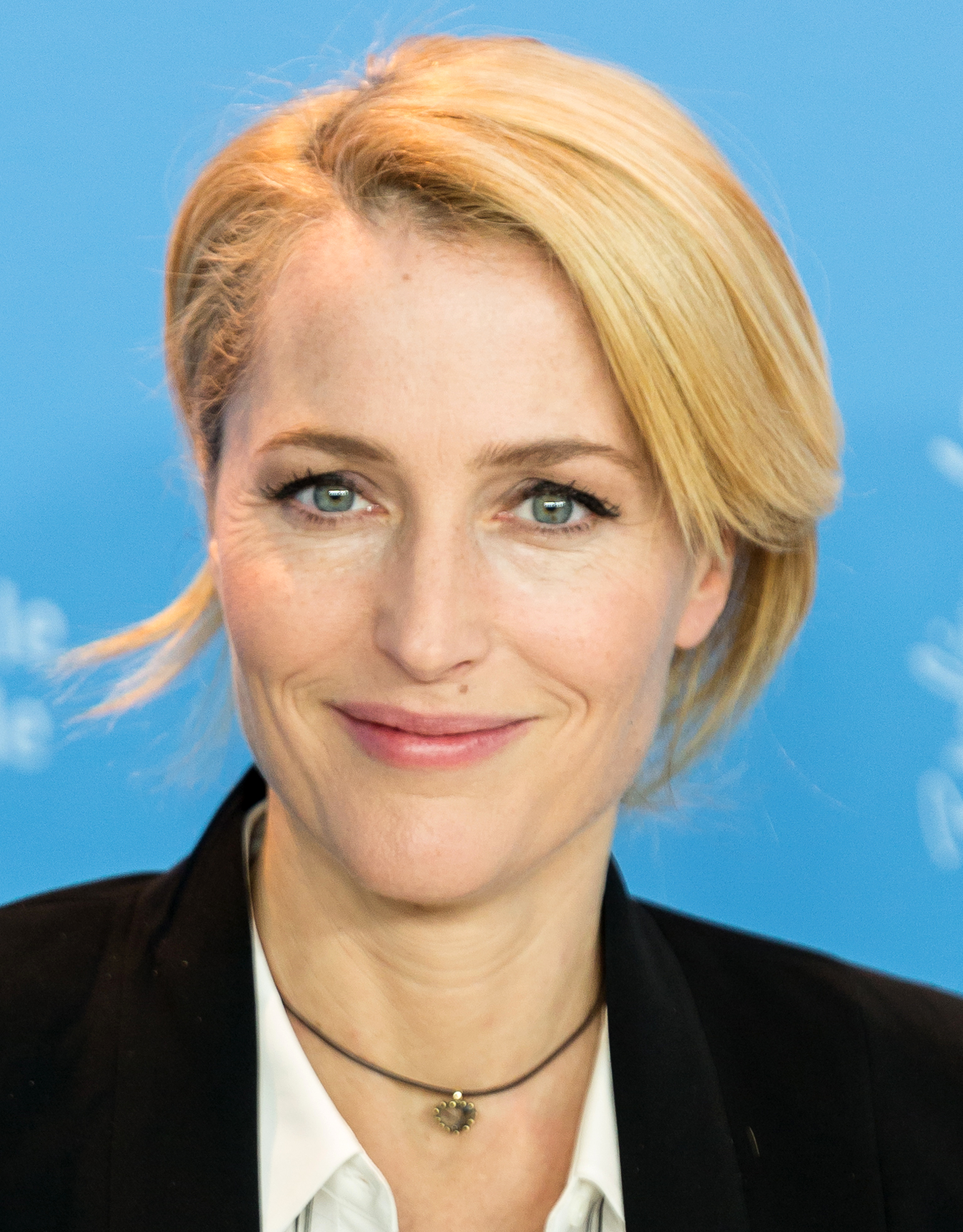

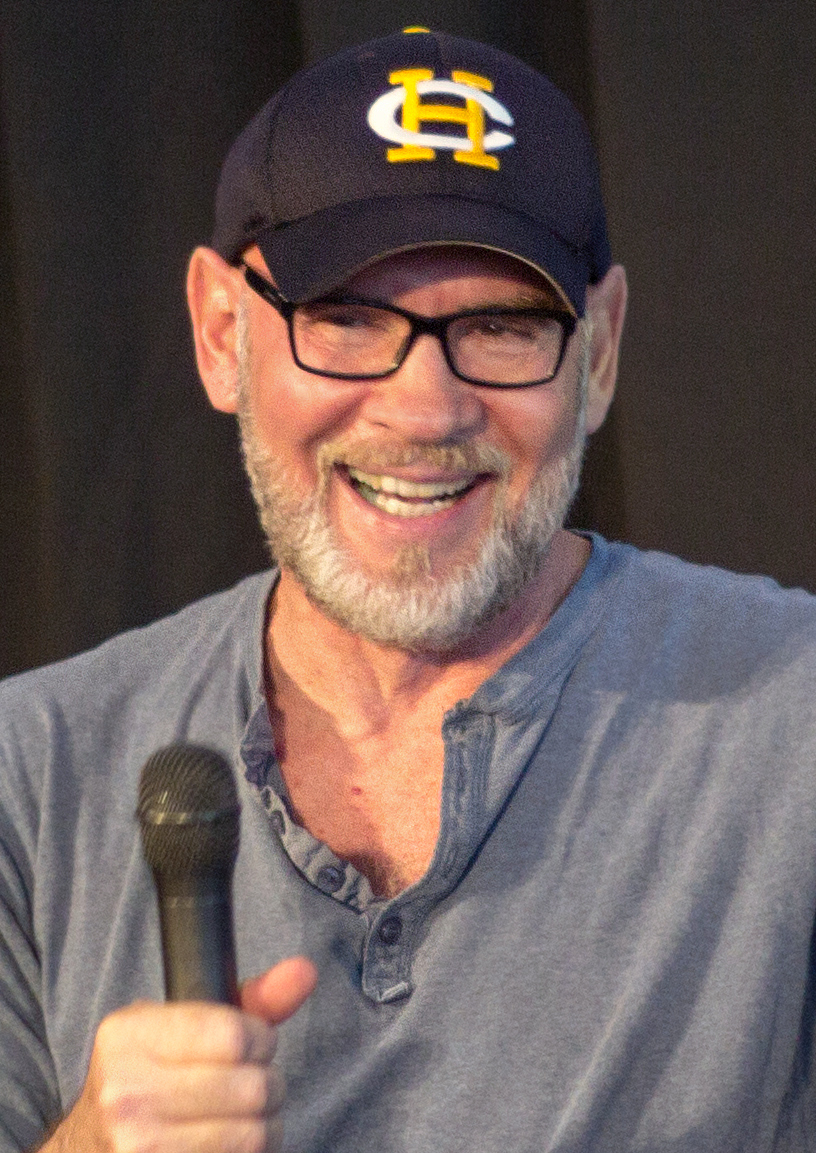

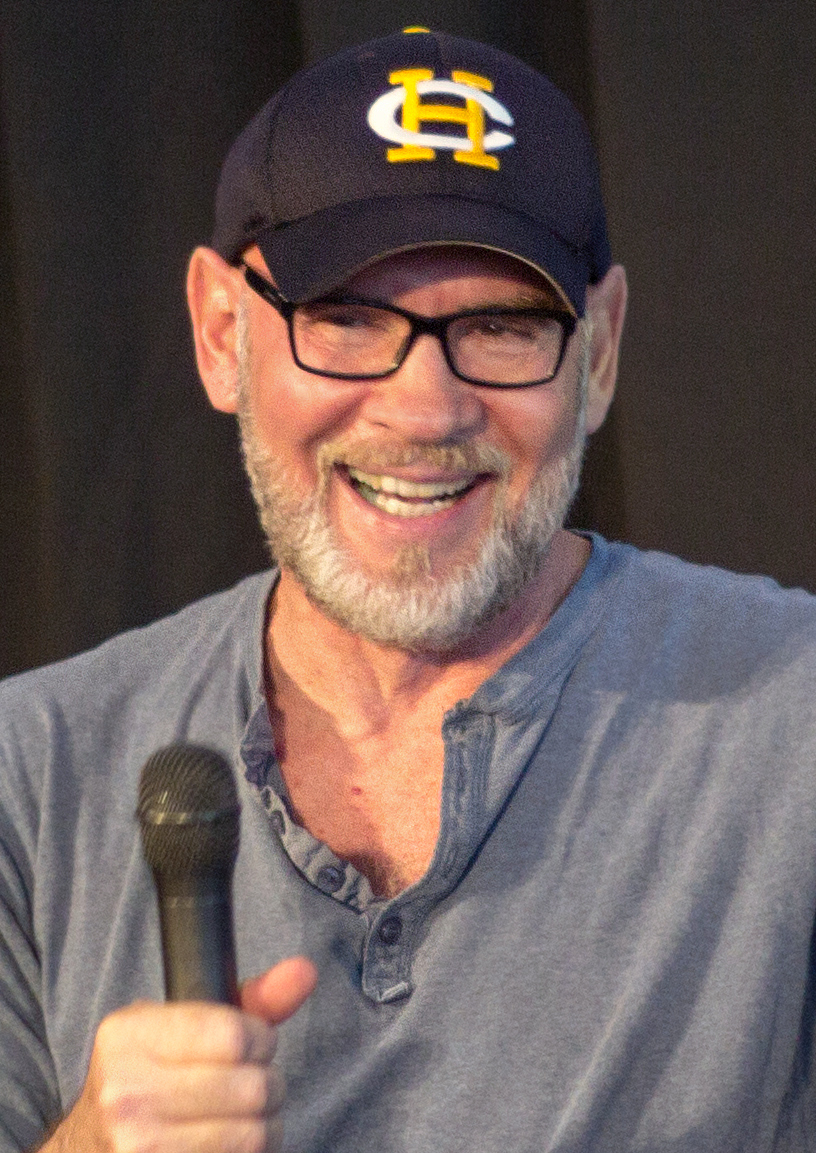

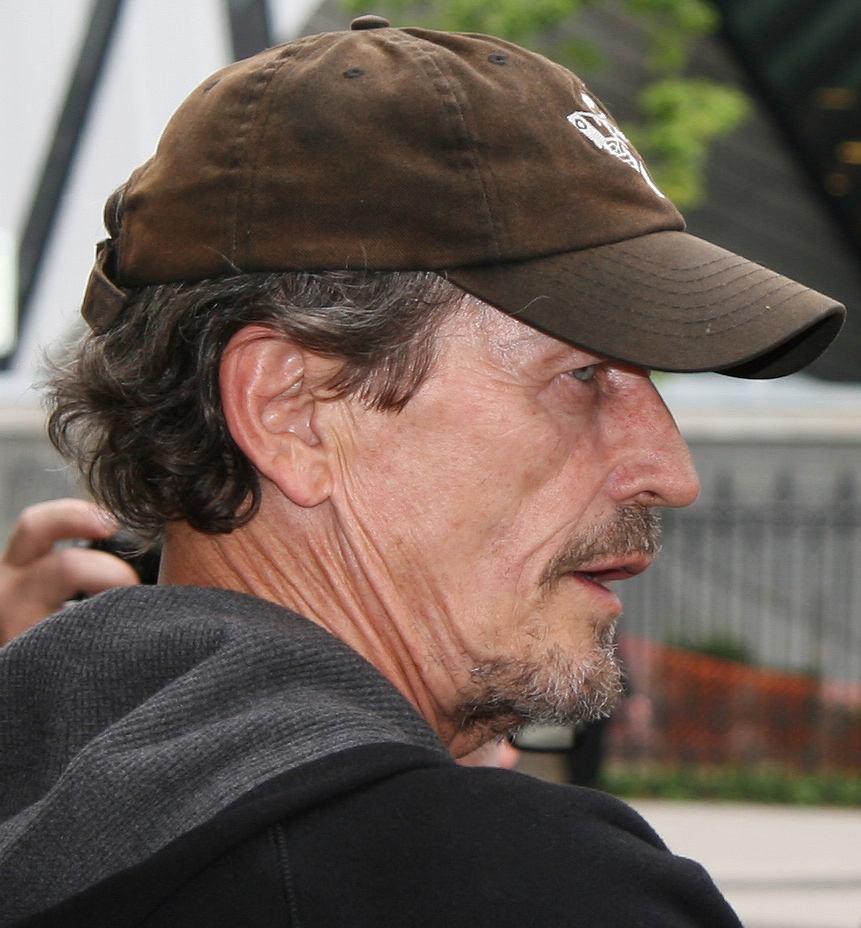

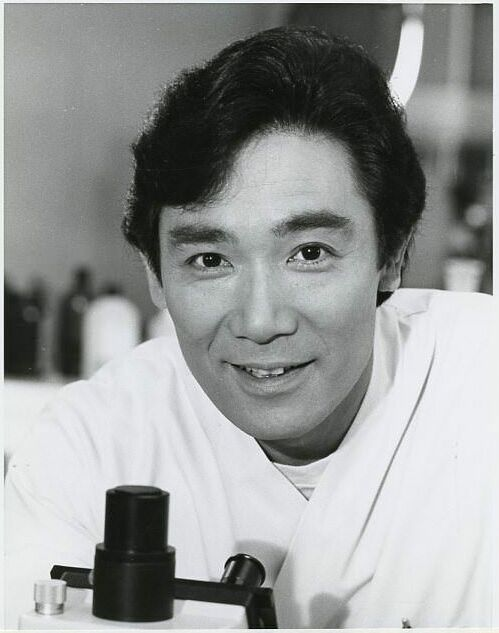

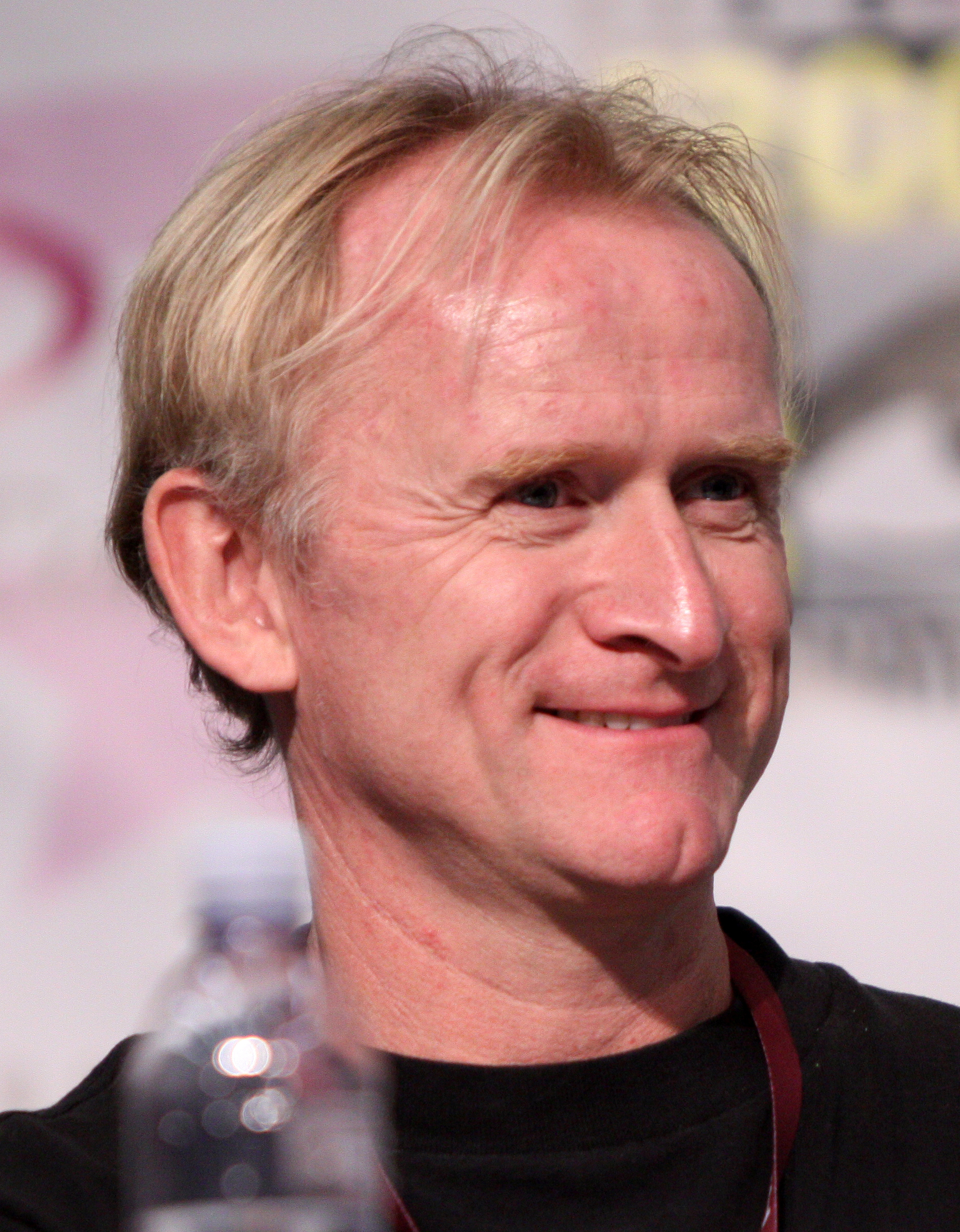

«Нісей» — дев'ята серія третього сезону американського науково-фантастичного серіалу «Цілком таємно». Вперше була показана на телеканалі Фокс 24 листопада 1995 року. Сценарій до нього написали Кріс Картер, Френк Спотніц та Говард Гордон, а режисером був Девід Наттер. Серія належить до «міфології». Ця серія отримала рейтинг Нільсена в 9,8 бала і її подивились 16,36 млн осіб. Епізод отримав дуже позитивні відгуки від критиків.
Серіал розповідає про двох агентів ФБР Фокса Малдера (роль виконав Девід Духовни) та Дейну Скаллі (роль виконала Джилліан Андерсон), які розслідують паранормальні випадки, що називають «файли X». В цій серії Малдер отримує відеозапис розтину інопланетянина. Малдер хоч дізнатися більше про цей відеозапис, і з'ясовує, що до цього причетні японські вчені, яких привозять в США після Другої світової війни. Врешті він знаходить секретний вагон, в якому робили розтин. Ідея серії була навіяна японським Загоном 731, який займався дослідженнями в області біологічної, у тому числі ентомологічної, зброї. Словом «нісей» називають дітей японських емігрантів, народжених в США. Ця серія є частиною двосерійного сюжету, який буде продовжений в серії «731».

## Сюжет
В місті Ноксвілл, Теннессі, на товарній залізничній станції залишили загадковий вагон. Після настання темряви приїжджає група японських вчених, які заходять у вагон і роблять розтин тіла інопланетянина. Раптом до вагона вривається спецназ, вбиває всіх вчених та забирає тіло інопланетянина. Малдеру дістає запис цього розтину і вірить, що він справжній. Скаллі думає, що це підробка.
Агенти їдуть до міста Аллентаун, Пенсільванія, щоб знайти поширювача запису. Вони знаходять його мертвим. Малдер бачить, що з місця злочину біжить якась людина. Він наздоганяє цю людину і заарештовує. Він не може допитати цю людину, оскільки це японець, який не говорить англійською. Згодом в поліційний відділок, де тримають цю людину, приходить Скіннер і каже, що це — високопоставлений японський дипломат, тому його треба відпустити. Але в Малдера залишився кейс, який він забрав у японця під час арешту. Всередині він знаходить список місцевих членів організації «Муфон», яка займається дослідженням НЛО, при чому ім'я Ненсі Хаґопіан обведене ручкою. Також він знаходить супутникові знімки якогось корабля. Малдер просить Скаллі провідати Ненсі Хаґопіан, а сам вирушає до Вашингтона показати знімки з супутника Самотнім стрільцям. Вони ідентифікують цей корабель як «Талапус», який зараз стоїть в порту у місті Ньюпорт-Ньюс, Вірджинія.
Коли Скаллі приходить до дому Хаґопіан і дзвонить у двері, їй відчиняють якісь жінки, які одразу впізнають Скаллі і кажуть їй, що вона «одна з них». Скаллі заходить в дім, а жінки дзвонять і збирають всіх своїх. Коли всі приходять, вони розповідають Скаллі, що як і вона, всі були викрадені, а також розповідають деталі викрадень, зокрема, що після викрадення у всіх з'явився мікрочип у шиї. Також вони розповідають, що Ненсі Хаґопіан викрадали з самого дитинства, тому через це зараз вона вмирає від раку, і всіх інших чекає та сама доля. Скаллі несе свій чип у лабораторію ФБР, де спеціаліст аналізує його та робить висновок, що цей чип читає думки та переписує людську пам'ять.
Тим часом Малдер приїжджає в порт, де стоїть корабель та починає його обшукувати. Через декілька хвилин приїжджає армійський спецназ, який починає шукати його на кораблі. Малдер втікає стрибнувши у воду. Коли він вилазить, то бачить склад, який охороняє армійський спецназ. Малдер заглянув у віконце складу, та побачив всередині НЛО. Пізніше Скіннер сварить Малдера через кейс, викрадення якого агентом спричинило міжнародний скандал. Скіннер каже, що більше не може допомагати йому. Тому Малдер іде до свого друга сенатора Річарда Метьюсона, який дає йому деякі підказки, зокрема імена вбитих вчених. Згодом Малдер з'ясовує, що ці вчені з японського Загону 731 були після Другої світової війни привезені в США, де продовжували свої експерименти над людьми. Також Малдер дізнається місцеперебування вагона і їде до нього. Він дивиться на вагон з даху будівлі в бінокль. Фокс бачить, як якісь японці привозять і садять у вагон інопланетянина. Після чого вагон їде. Малдер сідає в машину й намагається наздогнати потяг, до якого причеплений вагон. Врешті він переганяє потяг, і коли той проїжджає під мостом, стрибає з мосту на дах потяга та залазить всередину.

## Створення
Ідея створити серію із Загоном 731 спала на думку Крісу Картеру. Він сказав: «Загін 731 привернув мою увагу тоді ж, коли і багато інших американців, коли я прочитав статтю в Нью-Йорк Таймс про те, що робили японці із полоненими під час Другої світової війни». Картер вирішив, що серія з військовими злочинцями, які «отримали помилування, щоб американці змогли використати їхні наукові досягнення», буде дуже цікавою.
Під час знімання серій знімальна команда стикнулася зі значними логістичними проблемами через значну кількість сцен, які знімались в потягах. Зрештою, це спричинило виконавчому продюсеру Роберту Гудвіну стільки проблем, що було запропоновано скасувати знімання. Врешті знімання було відкладено, і серія стала дев'ятою у сезоні, хоча спочатку мала бути сьомою. В сцені де Малдер стрибає з мосту на дах потяга, цей трюк виконує не каскадер, а сам Девід Духовни. Він перед цим тренувався шість тижнів. Попри переживання за Девіда Духовни, який і раніше виконував власні трюки, він наполіг на тому, що стрибне на потяг сам. Він вважав це цікавим досвідом. У серії були використані реальні армійські Рейнджери, щоб додати серії трошки реалістичності. Роль інопланетянина виконали загримований 11-річний хлопчик та його сестра.
Скаллі ставить під сумнів справжність відеозапису розтину інопланетянина посилаючись на реальний відеозапис розтину прибульця, який виявився підробкою зробленою британським продюсером Реєм Сантіллі. Цікаво також те, що це відео було показано на телеканалі Фокс наступного дня після показу серії. В серії вперше з'явився агент Пендрелл, який з'явиться в ще декількох серіях третього та четвертого сезонів. Йому було дано ім'я на честь вулиці в Ванкувері. Словом «нісей» називають дітей японських емігрантів, народжених в США.

## Знімались
| Актор             | Роль                              |
| ----------------- | --------------------------------- |
| Девід Духовни     | Фокс Малдер                       |
| Джилліан Андерсон | Дейна Скаллі                      |
| Мітч Піледжі      | Волтер Скіннер                    |
| Стівен МакХетті   | Рудий чоловік                     |
| Реймонд Дж. Баррі | сенатор Річард Метсон             |
| Роберт Іто        | доктор Такіо Ісімару та Широ Замо |
| Том Брейдвуд      | Мелвін Фрогікі                    |
| Дін Гаглунд       | Річард Ленґлі                     |
| Брюс Гарвуд       | Джон Фіцджеральд Байєрс           |
| Стівен Вільямс    | Містер Ікс                        |
| Джилліан Барбер   | Пенні                             |
| Коррін Косло      | Лотті                             |
| Брендан Бейзер    | Пендрелл                          |